# Йохан Якоб Валднер фон Фройндщайн
Йохан Якоб Валднер фон Фройндщайн (на немски: Johann Jakob Waldner von Freundstein; * 1554; † 26 май 1619, Базел) е благородник от фамилията Валднер фон Фройндщайн от Елзас. Резиденцията е дворец Фройндщайн (château de Freundstein) и има собствености в Ортенау. От 1450 г. някои от рода са жители на Базел.

## Произход
Той е син на Якоб Кристоф Валднер фон Фройндщайн (1528 – 1588) и съпругата му Доротея фон Мюлинен (1529 – 1569), дъщеря на Ханс Фридрих фон Мюлинен (* 16 август 1491; † 15 септември 1548), господар на Кащелен от Швейцария, и Елизабет фон Райшах (1498 – 1545).

## Фамилия
Първи брак: с Луция фон Зикинген (* 5 март 1569; † пр. 30 октомври 1589, Базел), дъщеря на Георг Вилхелм фон Зикинген (* 16 септември 1537; † 22 април 1579/12 юли 1581, Лауденбах) и Барбара Фогт фон Хунолщайн (* 1536; † 18 май 1598, Шалоденбах). Те имат един син:
- Георг Вилхелм Валднер фон Фройндщайн (* 1583; † 1640), женен за Ева фон Фенинген

Втори брак: през 1589 г. с Луция фон Пфирт. Те имат една дъщеря:
- Луция Валднер фон Фройндщайн (* 1591), омъжена 1611 г. за Фридрих Йохан фон Бринигсхофен (* 1588)

Внукът му Филип Якоб Якоб Валднер фон Фройндщайн (1611 – 1687) става фрайхер. С Кристиан Фридрих Дагоберт Валднер фон Фройндщайн (1712 – 1783) родът през 1748 г. е издигнат на френски граф. От 1757 до 1783 г. съществува „регимент де Валднер“.